# Cryphia diehli
Cryphia diehli är en fjärilsart som beskrevs av Charles Boursin 1960. Cryphia diehli ingår i släktet Cryphia och familjen nattflyn. Inga underarter finns listade i Catalogue of Life.